# ジョン・ボーマン
ジョン・ボーマン（1925年 - 2004年）は、宣教師、あゆみの家の創立者。アメリカ合衆国カンザス州出身。妻は、「あゆみの家」理事、リサイクルショップ「あゆみ」経営者、ベルニダ・ボーマン。

## 生涯
太平洋戦争終了後の1945年、米陸軍憲兵として仙台市に進駐。暇を見つけては日本の子に英語を教える。1年後、母国に帰国する。1950年、近所の幼馴染のベルニダと結婚する。ルーテル教会の宣教師となり、ベルニダと共に1953年に来日する。東京、神奈川を経て、1966年、岐阜県大垣市へ在郷。1971年、夫婦で貯めた資金と、教会の寄付金を投じて、「あゆみの家」を創立。知的障害施設のグループホームに夫婦で力を注いだ。79歳没。

## 逸話・人物
- 太平洋戦争後の戦災孤児の姿に心を痛めた。母国へ帰国する時、子供たちと「また日本に来る」と約束をする。日本へ渡る時、夫婦に迷いはなく、大垣市では知的障害施設がほとんどなかったことから、「あゆみの家」を創立。
- 妻ベルニダが「貧しい子供時代を過ごした夫は、弱い立場の人たちをいつも気に掛けていた」と振り返る。
- 夫ボーマンを支えるため、ベルニダは教会仲間と共にリサイクルショップ「あゆみ」を経営し、仲間と共にボランティアとして毎月の売り上げからあゆみの家に寄付をした。

## 受賞歴
- 1988年、中日社会功労賞
- 1977年、岐阜県知事表彰